# Липники (Кам'янка-Бузька міська громада)
Ли́пники — село в Україні, у Кам'янка-Бузькій міській громаді Львівського району Львівської області. До 2020 року села Липники та Батятичі підпорядковувалися Батятицькій сільській раді, нині цих два села входять до складу Батятицького старостинського округу. Орган місцевого самоврядування — Кам'янка-Бузька міська рада. Населення становить 55 осіб.

## Географія
Село розташоване за 42 км від обласного центру та 10 км від адміністративного центру міської громади, за 8 км знаходиться пасажирський залізничний зупинний пункт Батятичі на неелектрифікованій лінії Сапіжанка — Ківерці.

## Населення
За даними перепису населення 2001 року у селі мешкало 90 осіб. У 2023 році — 55 осіб.
Мова
Розподіл населення за рідною мовою за даними перепису 2001 року був наступним:
| українська | 90 | 100,00 |